# Dafne Schippers
Pour les articles homonymes, voir Schippers.
Dafne Schippers, née le 15 juin 1992 à Utrecht, est une athlète néerlandaise spécialiste du sprint et des épreuves combinées. 
Médaillée de bronze à l'heptathlon aux championnats du monde 2013 à Moscou, elle remporte deux ans plus tard le titre mondial du 200 m en 2015 à Pékin avec la 4e performance chronométrique de l'histoire sur la distance (21 s 63) et conserve son titre en 2017 à Londres. À Pékin et Londres respectivement, elle remporte également la médaille d'argent et de bronze sur 100 m.
Elle réalise le doublé 100 m / 200 m lors des championnats d'Europe 2014 à Zürich avant de réaliser le doublé 100 m / 4 x 100 m à Amsterdam en 2016. Aux Jeux olympiques de Rio, elle devient vice-championne olympique du 200 m.
Avec ses 21 s 63, Dafne Schippers détient le record d'Europe de la discipline. Elle est également la détentrice des records des Pays-Bas sur 60 m, 100 m, le saut en longueur, l'heptathlon et le relais 4 x 100 m.

## Biographie

### Débuts

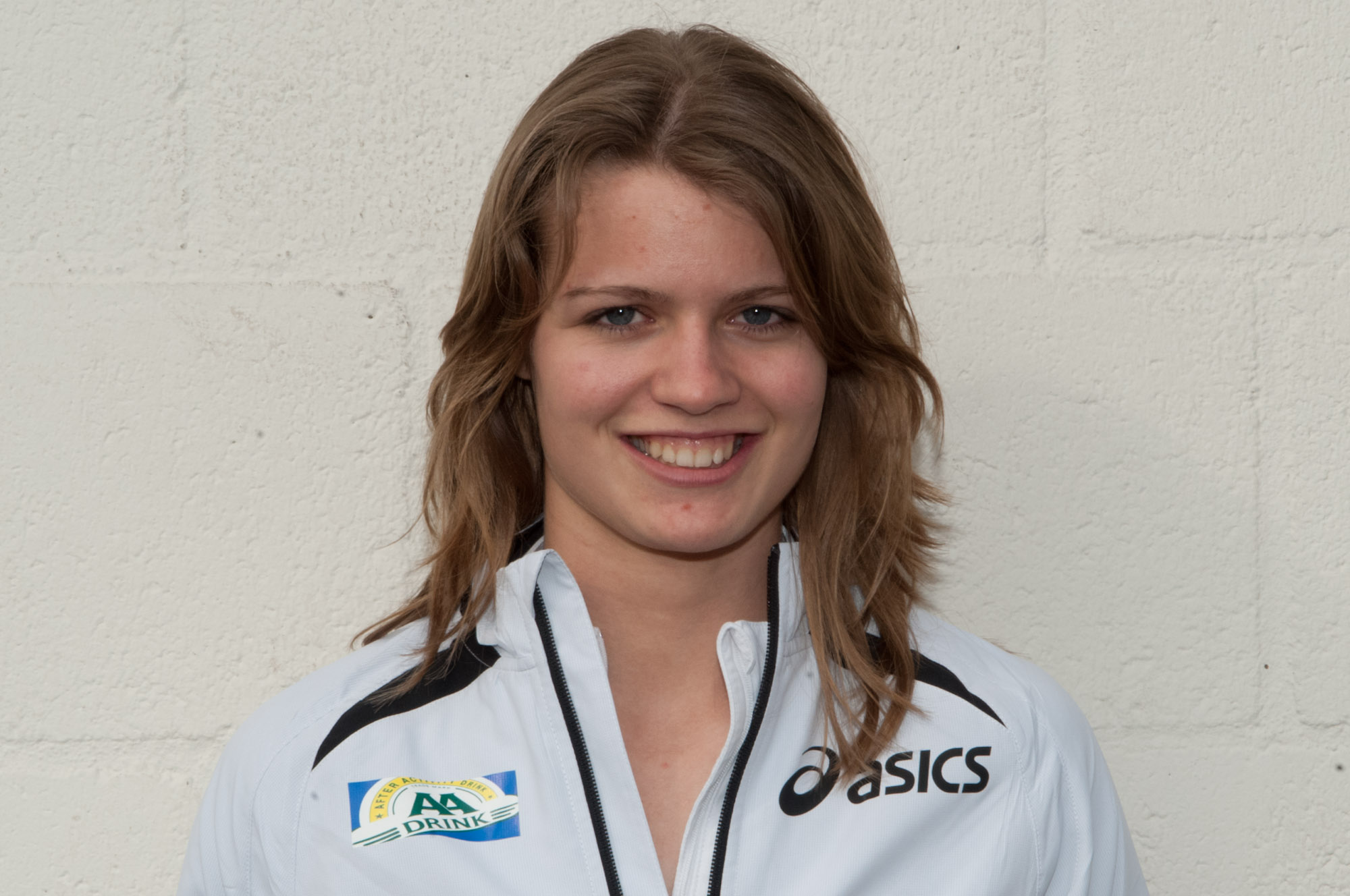
Dafne Schippers en 2010.

Elle se révèle en 2010 au cours des championnats du monde juniors de Moncton, au Canada, en remportant la médaille d'or de l'heptathlon en établissant un nouveau record personnel avec 5 967 points, ainsi que la médaille de bronze du 4 × 100 m. L'année suivante, à Tallinn, et malgré la concurrence de l'Allemande Sara Gambetta, elle devient championne d'Europe junior de l'heptathlon en totalisant 6 153 pts.
Elle participe à sa première compétition internationale senior en 2012 à l'occasion des championnats d'Europe d'Helsinki, en Finlande. Cinquième de l'épreuve du 200 m, en 23 s 53, elle remporte la médaille d'argent du relais 4 × 100 m, en compagnie de Kadene Vassell, Eva Lubbers et Jamile Samuel.
Aux championnats du monde 2011, à Daegu en Corée du Sud, elle permet au relais néerlandais du 4 × 100 m de battre le record national en 43 s 44, composé également d'Anouk Hagen, de Kadene Vassell et de Jamile Samuel.
Cinquième du 60 m lors des championnats d'Europe en salle de 2013, elle se classe troisième du meeting de Götzis en totalisant 6245 points au terme des sept épreuves de l'heptathlon. Lors des championnats d'Europe espoirs de Tampere, en Finlande, Schippers remporte l'épreuve du 100 m en 11 s 13, et se classe par ailleurs troisième du saut en longueur en signant un nouveau record personnel avec 6,59 m. Le 13 août 2013, elle remporte la médaille de bronze de l'heptathlon aux championnats du monde de Moscou, derrière l'Ukrainienne Hanna Melnychenko et la Canadienne Brianne Theisen-Eaton, en battant le record des Pays-Bas avec 6 477 pts.

### Doublé européen (2014)

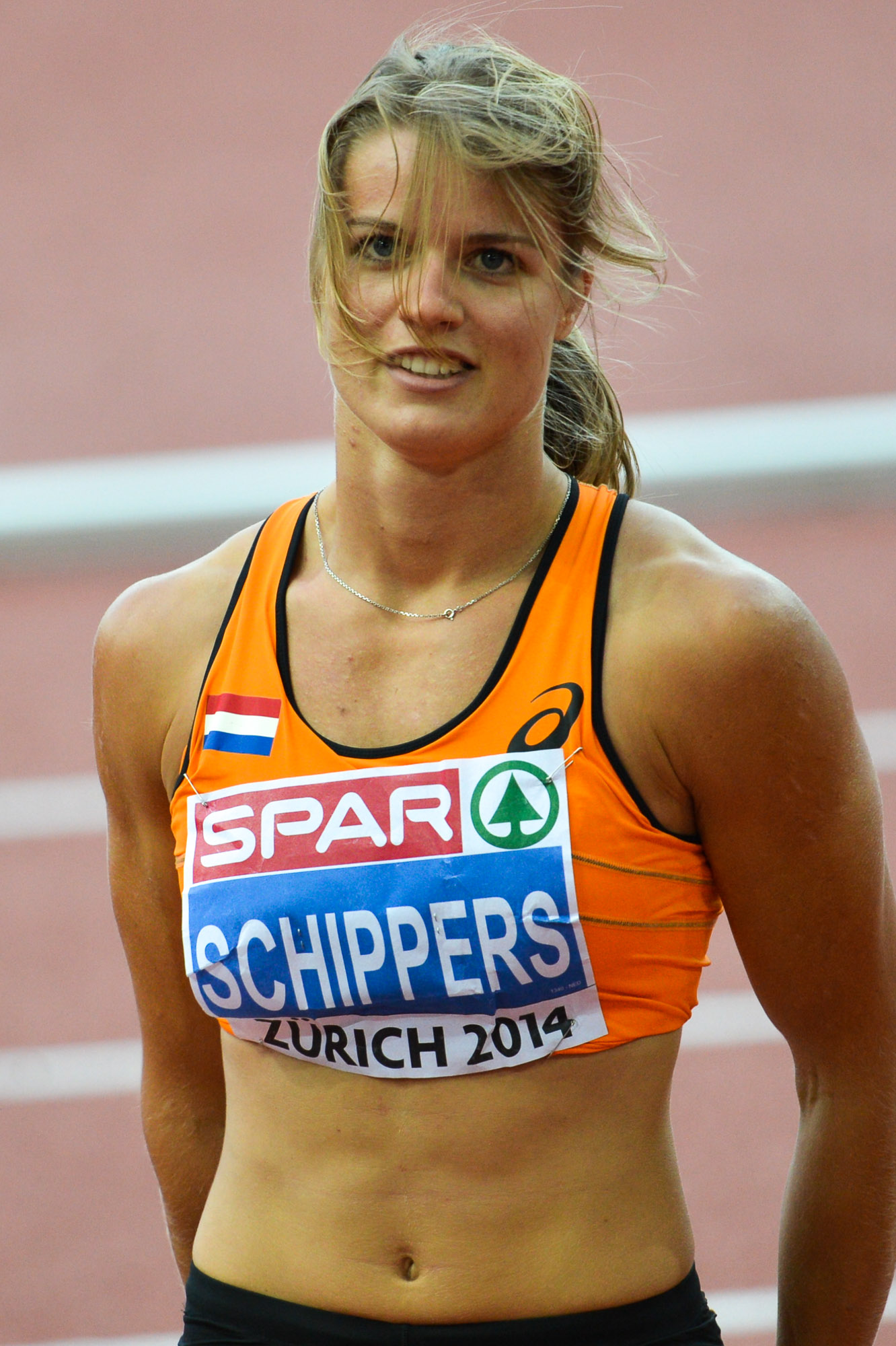
Dafne Schippers à Zurich en 2014

Troisième du meeting de Götzis 2014, derrière Katarina Johnson-Thompson et Brianne Theisen-Eaton, elle améliore son propre record des Pays-Bas de l'heptathlon avec 6 545 pts. Lors des championnats d'Europe par équipes de Brunswick en Allemagne, où l'équipe des Pays-Bas retrouvait l'élite européenne, elle s'impose sur 200 m et 4 × 100 m. Le 26 juillet, au cours des championnats des Pays-Bas, elle s'approprie le record national du saut en longueur avec la marque de 6,78 m.
En juillet 2014, lors du meeting de Glasgow, Schippers bat le record des Pays-Bas du 100 m en 11 s 03 (vent favorable de +0,9 m/s), effaçant des tablettes les 11 s 08 de Nelli Cooman établis en 1986. Puis, au cours du même meeting, elle remporte l'épreuve du 200 m en améliorant de nouveau le record des Pays-Bas en 22 s 34.
Dafne Schippers remporte les deux épreuves de sprint court lors des championnats d'Europe 2014 de Zurich, en Suisse. Le 13 août, elle s'impose sur 100 m en 11 s 12 malgré un vent défavorable de - 1,7 m/s, devant la Française Myriam Soumaré et la Britannique Ashleigh Nelson, devenant à cette occasion la première athlète néerlandaise titrée sur cette distance depuis Fanny Blankers-Koen, aux championnats d'Europe de 1950. Deux jours plus tard, le 15 août, elle s'adjuge le titre du 200 m en établissant la meilleure performance mondiale de l'année assortie d'un nouveau record des Pays-Bas, en 22 s 03 (- 0,5 m/s), devançant à l'arrivée de 43/100e la Britannique Jodie Williams. Dafne Schippers devient la première sprinteuse à réaliser le doublé 100/200 m aux championnats d'Europe, depuis la Belge Kim Gevaert en 2006 à Göteborg. À la suite de ce doublé, elle reçoit le prix de l'athlète européenne de l'année 2014 de la part de l'Association européenne d'athlétisme, devant Anita Wlodarczyk et Ruth Beitia.

### Championne du monde du 200 m (2015)

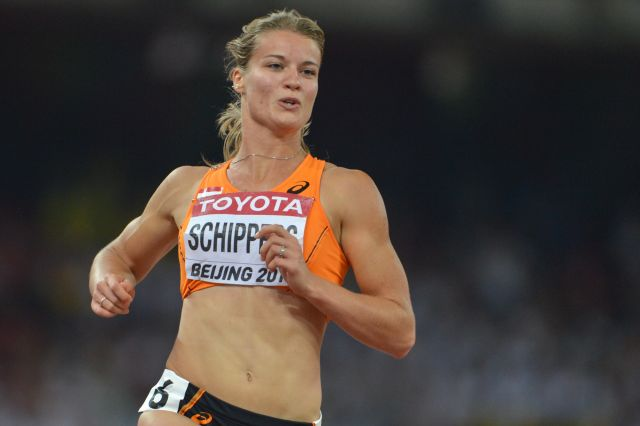
Dafne Schippers aux Championnats du monde d'athlétisme 2015.

Dafne Schippers participe le 24 mai au FBK Games d'Hengelo aux Pays-Bas sur 100 m. Elle remporte la course dans le temps de 10 s 94 (+1,8 m/s) et devient ainsi la première néerlandaise sous les 11 secondes et établit la meilleure performance européenne de l'année. Le 25 juillet, au meeting de Londres, elle bat son record personnel en 10 s 92. Coup sur coup, elle améliore le record des Pays-Bas durant les championnats du monde à Pékin en remportant sa demi-finale dans le temps de 10 s 83 (+0,9 m/s) et puis en glanant la médaille d'argent en finale derrière la Jamaïcaine Shelly-Ann Fraser-Pryce, dans le temps de 10 s 81 (-0,2 m/s), devenant la première Néerlandaise médaillée sur 100 m lors des Championnats du monde. Sur 200 m, elle remporte le titre, devenant la 3e femme la plus rapide du monde sur cette distance et en établissant un nouveau record d'Europe en 21 s 63. Elle reçoit en fin de saison 2015 pour la deuxième année consécutive le Trophée de l'athlète européen de l'année.

### Vice-championne olympique du 200 m (2016)

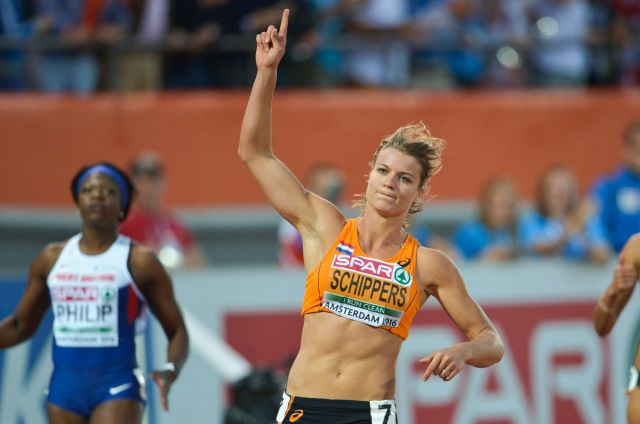
Dafne Schippers lors Championnats d'Europe 2016

En série du meeting de Karlsruhe, Schippers établit la meilleure performance mondiale de l'année sur 60 m en 7 s 07. Elle remporte la finale en 7 s 08. Le 13 février, lors du meeting ISTAF de Berlin, la Néerlandaise court en 7 s 04, soit une nouvelle WL et un record personnel. En finale, Dafne Schippers claque un grand coup en réalisant 7 s 00, qui lui permet d'égaler le record national de Nelli Cooman. Elle est considérée comme LA favorite pour le titre mondial lors des Championnats du monde en salle de Portland
Le 19 mars 2016, arrivée comme favorite, Dafne Schippers est battue en finale du 60 m par l'Américaine Barbara Pierre lors championnats du monde en salle de Portland. Avec 7 s 04, elle ne peut faire mieux que les 7 s 02 de l'Américaine.
Le 6 mai suivant, Schippers se classe 2e du Doha Diamond League en 10 s 83, tout proche de son record (10 s 81), derrière l'Américaine Tori Bowie (10 s 80). Début juin, la Néerlandaise s'impose au Bislett Games d'Oslo sur 200 m en 21 s 93, nouvelle meilleure performance mondiale de l'année, record du meeting et record de la Ligue de diamant. Le 8 juillet, elle conserve son titre européen du 100 m à l'occasion des Championnats d'Europe d'Amsterdam, devant son public, en 10 s 90 (- 0,2 m/s) et devant à cette occasion sur le podium la Bulgare Ivet Lalova-Collio (11 s 20) et la Suissesse Mujinga Kambundji (11 s 25).  2 jours plus tard, elle remporte au sein du relais 4 x 100 m le titre continental en 42 s 04, nouveau record des Pays-Bas.
Aux Jeux olympiques de Rio, elle fait partie des favorites sur 100 m et 200 m. Elle remporte aisément sa série du 100 m en 11 s 16 puis termine 2e de sa demi-finale derrière Shelly-Ann Fraser-Pryce en 10 s 90. En finale, la Néerlandaise prend un très mauvais départ et ne peut faire mieux qu'une 5e place encore en 10 s 90, loin derrière la vainqueur  Elaine Thompson (10 s 70). Sur 200m, elle s'empare de la médaille d'argent en 21 s 88, derrière Thompson (21 s 78) mais est très déçue et jettera ses pointes sur la piste. Elle remporte néanmoins la première médaille féminine pour les Pays-Bas en athlétisme aux Jeux olympiques depuis Ellen van Langen en 1992.
Après cette médaille d'argent un peu amère, Schippers continuera sa saison en remportant le 200 m du Meeting de Paris en 22 s 13, puis se classe 2e à Zurich en 21 s 86, son meilleur temps de la saison. Cela lui permet de remporter le trophée de la Ligue de diamant pour la 1re fois.

### Second titre mondial sur 200 m (2017)

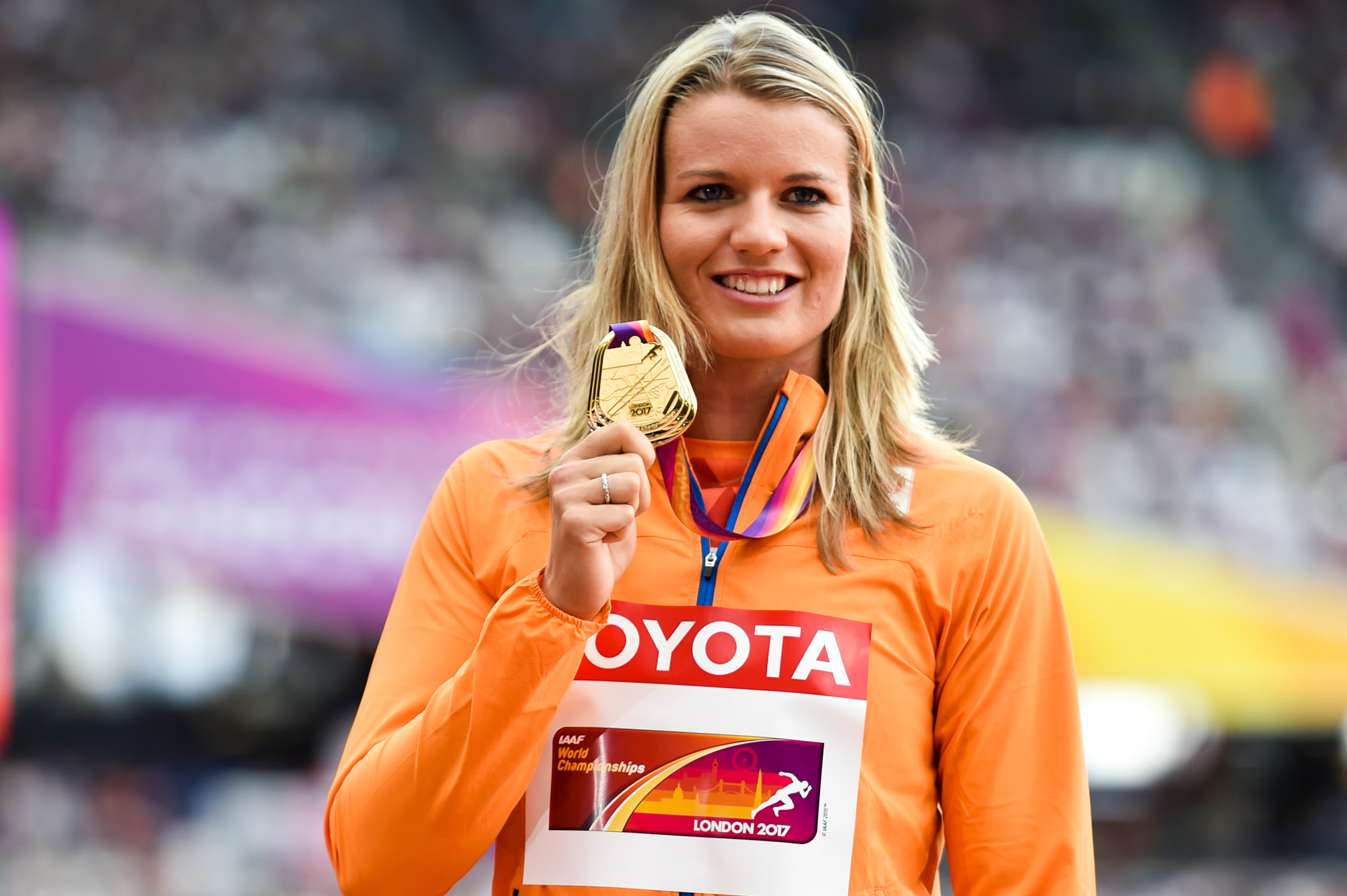
Dafne Schippers lors des mondiaux 2017.

Faisant l'impasse sur la saison hivernale, Dafne Schippers entame la saison estivale le 14 avril au Bryan Clay Invitational : elle établit la meilleure performance mondiale de l'année sur 100 m (10 s 95) et sur 200 m (22 s 29). 
Largement en dessous de sa forme malgré 10 s 95 et 22 s 10 sur ses distances, probablement dû à son changement d'entraîneur, Dafne Schippers parvient à décrocher la médaille de bronze des championnats du monde de Londres sur la distance reine en 10 s 96, derrière l'Américaine Tori Bowie (10 s 85) et l'Ivoirienne Marie-Josée Ta Lou (10 s 86). Le 10 août, elle remporte facilement sa demi-finale du 200 m en 22 s 49 et se qualifie pour la finale. Le lendemain, elle conserve son titre mondial en 22 s 05 devant Marie-Josée Ta Lou (22 s 08) et Shaunae Miller-Uibo (22 s 11).
Le 17 février 2018, elle remporte un nouveau titre national en salle sur 60 m en 7 s 09. Le 3 mars, elle termine 5e du 60 m des championnats du monde en salle de Birmingham en 7 s 10, à 5 centièmes du podium complété par Mujinga Kambundji.
Double tenante du titre européen sur 100 m, Dafne Schippers s'aligne sur cette épreuve aux championnats d'Europe de Berlin afin de réaliser le triplé consécutif. En demi-finale, la Néerlandaise s'impose en 11 s 05 et se qualifie pour la finale. Mais lors de la finale, à l'image de sa saison, l'athlète de 26 ans est battue mais réussit à remporter la médaille de bronze en 10 s 99, derrière la Britannique favorite Dina Asher-Smith (10 s 85) et l'Allemande Gina Lückenkemper (10 s 98). Sur 200 m, elle devient vice-championne d'Europe en signant son meilleur temps de la saison en 22 s 14, à nouveau derrière Dina Asher-Smith (21 s 89). Avec le relais 4 x 100 m, elle décroche la médaille d'argent en 42 s 15, derrière le Royaume-Uni (41 s 88).
Elle annonce mettre un terme à sa carrière en septembre 2023.

## Palmarès

### International

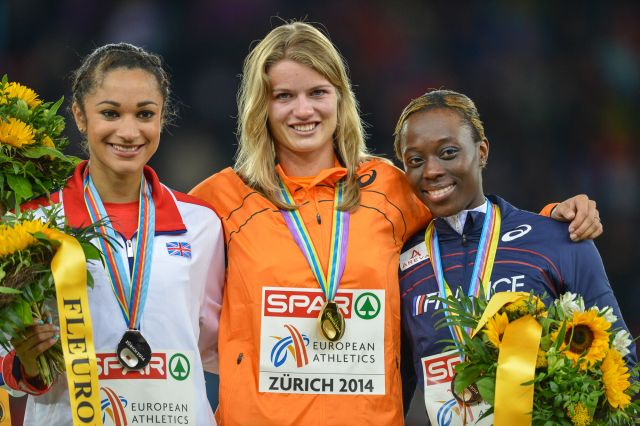
Podium du 200 m des championnats d'Europe 2014.

| Date | Compétition                                        | Lieu                               | Résultat | Épreuve    | Marque     |
| ---- | -------------------------------------------------- | ---------------------------------- | -------- | ---------- | ---------- |
| 2010 | Championnats du monde juniors                      | Moncton                            | 1re      | Heptathlon | 5 967 pts  |
| 2010 | Championnats du monde juniors                      | Moncton                            | 3e       | 4 × 100 m  | 44 s 09    |
| 2011 | Championnats d'Europe juniors                      | Tallinn                            | 1re      | Heptathlon | 6 153 pts  |
| 2012 | Championnats d'Europe                              | Helsinki                           | 5e       | 200 m      | 23 s 53    |
| 2012 | Championnats d'Europe                              | Helsinki                           | 2e       | 4 × 100 m  | 42 s 80    |
| 2012 | Jeux olympiques                                    | Londres                            | 6e       | 4 × 100 m  | 42 s 70    |
| 2012 | Jeux olympiques                                    | Londres                            | 10e      | Heptathlon | 6 324 pts  |
| 2013 | Championnats d'Europe en salle                     | Göteborg                           | 4e       | 60 m       | 7 s 14     |
| 2013 | Hypo-Meeting                                       | Götzis                             | 3e       | Heptathlon | 6 287 pts  |
| 2013 | Championnats d'Europe espoirs                      | Tampere                            | 1re      | 100 m      | 11 s 13    |
| 2013 | Championnats d'Europe espoirs                      | Tampere                            | 3e       | Longueur   | 6,59 m     |
| 2013 | Championnats du monde                              | Moscou                             | 3e       | Heptathlon | 6 477 pts  |
| 2014 | Hypo-Meeting                                       | Götzis                             | 3e       | Heptathlon | 6 545 pts  |
| 2014 | Championnats d'Europe par équipes (Super Ligue)    | Brunswick                          | 1re      | 200 m      | 22 s 74    |
| 2014 | Championnats d'Europe par équipes (Super Ligue)    | Brunswick                          | 1re      | 4 × 100 m  | 42 s 95    |
| 2014 | Championnats d'Europe                              | Zurich                             | 1re      | 100 m      | 11 s 12    |
| 2014 | Championnats d'Europe                              | Zurich                             | 1re      | 200 m      | 22 s 03    |
| 2014 | Ligue de diamant                                   | Ligue de diamant                   | 3e       | 200 m      | détails    |
| 2014 | Coupe continentale                                 | Marrakech                          | 3e       | 100 m      | 11 s 26    |
| 2014 | Coupe continentale                                 | Marrakech                          | 1re      | 200 m      | 22 s 28    |
| 2015 | Championnats d'Europe en salle                     | Prague                             | 1re      | 60 m       | 7 s 05     |
| 2015 | Championnats d'Europe par équipes (Première Ligue) | Tcheboksary                        | 1re      | 100 m      | 11 s 12    |
| 2015 | Championnats d'Europe par équipes (Première Ligue) | Tcheboksary                        | 1re      | 200 m      | 22 s 45    |
| 2015 | Championnats d'Europe par équipes (Première Ligue) | Tcheboksary                        | 1re      | 4 × 100 m  | 42 s 88    |
| 2015 | Championnats du monde                              | Pékin                              | 2e       | 100 m      | 10 s 81 NR |
| 2015 | Championnats du monde                              | Pékin                              | 1re      | 200 m      | 21 s 63 RE |
| 2015 | Ligue de diamant                                   | Ligue de diamant                   | 2e       | 200 m      | détails    |
| 2016 | Championnats du monde en salle                     | Portland                           | 2e       | 60 m       | 7 s 04     |
| 2016 | Championnats d'Europe                              | Amsterdam                          | 1re      | 100 m      | 10 s 90    |
| 2016 | Championnats d'Europe                              | Amsterdam                          | 1re      | 4 x 100 m  | 42 s 04    |
| 2016 | Jeux olympiques                                    | Rio de Janeiro                     | 5e       | 100 m      | 10 s 90    |
| 2016 | Jeux olympiques                                    | Rio de Janeiro                     | 2e       | 200 m      | 21 s 88    |
| 2016 | Ligue de diamant                                   | Ligue de diamant                   | 2e       | 100 m      | détails    |
| 2016 | Ligue de diamant                                   | Ligue de diamant                   | 1re      | 200 m      | détails    |
| 2017 | Relais mondiaux de l'IAAF                          | Nassau                             | 4e       | 4 x 100 m  | 43 s 17    |
| 2017 | Championnats d'Europe par équipes                  | Lille                              | 5e       | 4 x 100 m  | 43 s 56    |
| 2017 | Championnats du monde                              | Londres                            | 3e       | 100 m      | 10 s 96    |
| 2017 | Championnats du monde                              | Londres                            | 1re      | 200 m      | 22 s 05    |
| 2017 | Championnats du monde                              | Londres                            | 8e       | 4 x 100 m  | 43 s 07    |
| 2018 | Championnats du monde en salle                     | Birmingham                         | 5e       | 60 m       | 7 s 10     |
| 2018 | Championnats d'Europe                              | Berlin                             | 3e       | 100 m      | 10 s 99    |
| 2018 | Championnats d'Europe                              | Berlin                             | 2e       | 200 m      | 22 s 14    |
| 2018 | Championnats d'Europe                              | Berlin                             | 2e       | 4 x 100 m  | 42 s 15    |
| 2018 | Ligue de diamant                                   | Ligue de diamant                   | 5e       | 100 m      | 11 s 15    |
| 2018 | Ligue de diamant                                   | Ligue de diamant                   | 2e       | 200 m      | 22 s 53    |
| 2018 | Coupe continentale                                 | Ostrava                            | 4e       | 100 m      | 11 s 23    |
| 2018 | Coupe continentale                                 | Ostrava                            | 2e       | 200 m      | 22 s 28    |
| 2019 | Circuit mondial en salle de l'IAAF                 | Circuit mondial en salle de l'IAAF | 3e       | 60 m       | détails    |
| 2019 | Championnats d'Europe en salle                     | Glasgow                            | 2e       | 60 m       | 7 s 14     |
| 2019 | Ligue de diamant                                   | Ligue de diamant                   | 4e       | 100 m      | 11 s 22    |
| 2019 | Ligue de diamant                                   | Ligue de diamant                   | 4e       | 200 m      | 22 s 46    |
| 2019 | Championnats du monde                              | Doha                               | finale   | 100 m      | DNS        |
| 2019 | Championnats du monde                              | Doha                               | série    | 200 m      | DNS        |

### National
- Championnats des Pays-Bas d'athlétisme :
  - 100 m : titre en 2011, 2012,  2014 et 2015
  - Saut en longueur : titre en 2012 et 2014
  - 60 m (en salle) : titre en 2010, 2011, 2012, 2013, 2014, 2015 et 2016
  - Saut en longueur (en salle) : titre en 2011, 2013, 2014 et 2015

## Records
| Épreuve           | Performance      | Lieu      | Date            |
| ----------------- | ---------------- | --------- | --------------- |
| 60 m              | 7 s 00 (NR)      | Berlin    | 13 février 2016 |
| 100 m             | 10 s 81 (NR)     | Pekin     | 24 août 2015    |
| 200 m             | 21 s 63 (CR, RE) | Pekin     | 28 août 2015    |
| 800 m             | 2 min 8 s 59     | Götzis    | 1er juin 2014   |
| 100 m haies       | 13 s 13          | Götzis    | 31 mai 2014     |
| Saut en hauteur   | 1,80 m           | Londres   | 3 août 2012     |
| Saut en longueur  | 6,78 m (NR)      | Amsterdam | 26 juillet 2014 |
| Lancer du poids   | 14,66 m          | Götzis    | 30 mai 2015     |
| Lancer du javelot | 42,82 m          | Hoorn     | 17 mai 2014     |
| Heptathlon        | 6 545 pts        | Götzis    | 1er juin 2014   |

## Distinctions
Le 13 mai 2017, Dafne Schippers a officiellement inauguré à Utrecht un pont réservé aux cyclistes et piétons qui porte son nom, le « Dafne Schippersbrug ».